# Danh sách nghệ sĩ C-pop
Dưới đây là danh sách các nghệ sĩ hát đơn và nhóm/ban nhạc C-pop. Nhạc C-pop, vốn bao gồm chủ yếu hai thể loại Mandopop và Cantopop (mở rộng hơn là dòng nhạc pop tiếng Đài Loan và nhạc pop thể hiện bằng các phương ngữ tiếng Hoa khác), ý chỉ dòng nhạc pop thịnh hành tại Cộng hòa Nhân dân Trung Hoa (tức Trung Quốc đại lục), Đài Loan, Hồng Kông, Ma Cao, Singapore, cũng như những cộng đồng nói tiếng Hoa ở phần còn lại của thế giới.
Hầu hết tất cả các nam nữ diễn viên nổi tiếng trong giới giải trí Hoa ngữ đều đã từng phát hành các bài hát do mình thể hiện nhằm khuếch trương danh tiếng, do vậy cơ bản họ cũng được coi là nghệ sĩ C-pop. Danh sách dưới đây chỉ bao gồm những nghệ sĩ có sự nghiệp âm nhạc nổi trội, mặc dù rất khó để xác định một cách khách quan.
Ngoài ra, các nghệ sĩ nhạc rock và hip hop Hoa ngữ cũng được tính vào.
Đây là một danh sách chưa hoàn tất, và có thể sẽ không bao giờ thỏa mãn yêu cầu hoàn tất. Bạn có thể đóng góp bằng cách mở rộng nó bằng các thông tin đáng tin cậy.

## Nghệ sĩ nam
| Quốc tịch   | Trung Quốc | Đài Loan | Hồng Kông                                                      | Singapore       | Malaysia                                                |
| ----------- | --- | --- | -------------------------------------------------------------- | --------------- | ------------------------------------------------------- |
| Các nghệ sĩ | - Chu Mịch - Tô Tỉnh - Hoa Thần Vũ - Hàn Canh - Huỳnh Hiểu Minh - Trương Kiệt - Lu Han - Vương Tuấn Khải - Vương Nguyên - Dịch Dương Thiên Tỉ - Đại Tráng - Trưng Vũ Ma Kha (Vocaloid) - Nhạc Chính Long Nha (Vocaloid) - Hoắc Tôn - Tiết Chi Khiêm - Mao Bất Dịch - Châu Thâm - Aki A Kiệt | - Châu Hoa Kiện - Châu Kiệt Luân - Vương Lực Hoành - Tô Hữu Bằng - Hoàng Hồng Thăng - Đường Vũ Triết - Đào Triết - Dữu Trừng Khánh - Tiêu Kính Đằng - Lâm Chí Dĩnh - Trịnh Nguyên Sướng - Minh Đạo - Ngô Kỳ Long - Nhậm Hiền Tề - La Chí Tường - Phan Vỹ Bá - Kha Chấn Đông | - Lưu Đức Hoa - Trương Học Hữu - Trương Quốc Vinh - Thành Long | - Lâm Tuấn Kiệt | - Lý Minh Thuận - Trương Đống Lương - Chung Thịnh Trung |

## Nghệ sĩ nữ
| Quốc tịch   | Trung Quốc | Đài Loan | Hồng Kông                  | Singapore                      | Malaysia |
| ----------- | --- | --- | -------------------------- | ------------------------------ | --- |
| Các nghệ sĩ | - Phạm Băng Băng - Trương Lương Dĩnh - Lưu Diệc Phi - Triệu Vy - Phùng Đề Mạc - San Tân - Dương Ngọc Doanh - Viên Á Duy - Tát Đỉnh Đỉnh - Lạc Thiên Y (Vocaloid) - Ngôn Hòa (Vocaloid) - Nhạc Chính Lăng (Vocaloid) - Tinh Trần (Vocaloid) - Mặc Thanh Huyền (Vocaloid) - Hải Y (Vocaloid) | - Trương Huệ Muội - Quách Thái Khiết - Trương Thiều Hàm - Lâm Y Thần - Từ Hy Viên - Phạm Vỹ Kỳ - Vương Tâm Lăng - Tiêu Á Hiên - Trác Văn Huyên - Thái Y Lâm - Dương Thừa Lâm - Lâm Tâm Như - Đặng Lệ Quân - Từ Nhược Tuyên - Tâm Hoa (Vocaloid) | - Đặng Tử Kỳ - Dung Tổ Nhi | - Phạm Văn Phương - Tôn Yến Tư | - Chu Chủ Ái (Joyce Chu) - Vương Tuyết Tinh - Huỳnh Mỹ Thi (Cindy Wong) - Chung Hiểu Ngọc - Bành Quần Di - Khưu Yên Ni |

## Nhóm/Ban nhạc
| Nguồn gốc   | Trung Quốc | Đài Loan | Hồng Kông | Singapore | Malaysia                                           | Hàn Quốc                               |
| ----------- | --- | --- | --- | --------- | -------------------------------------------------- | -------------------------------------- |
| Các nghệ sĩ | Nhạc đại chúng: - A-One - Phượng Hoàng Truyền Kỳ - SING nữ đoàn - Hoa Nhi Nhạc Đội - Vũ Tuyền | Nhạc đại chúng: - 2moro - 831 - Da Mouth - F.I.R. - GTM - Ngũ Nguyệt Thiên - Nam Quyền Mama - Động Lực Hỏa Xa - Tín Nhạc Đoàn - Sodagreen - Tension - Thần Mộc Dữ Đồng (Y2J)                                                                           | - at17 - After Class - Beyond - BOP - Boy'z - E-kids - EO2 - FAMA - Thảo Manh - Mirror - Myar - My Little Airport - RubberBand - Đường Huynh Muội - Twins | - BY2     | - M-Girls (Tứ Cá Nữ Sinh) - Q-Genz (Xảo Thiên Kim) | - EXO-M - Super Junior-M - Uniq - WayV |
| Các nghệ sĩ | Phong cách bản địa: - BoBo - I Me - M.I.C. - TFBoys - TNT Thời Đại Thiếu Niên Đoàn | Nhạc đại chúng: - 2moro - 831 - Da Mouth - F.I.R. - GTM - Ngũ Nguyệt Thiên - Nam Quyền Mama - Động Lực Hỏa Xa - Tín Nhạc Đoàn - Sodagreen - Tension - Thần Mộc Dữ Đồng (Y2J)                                                                           | - at17 - After Class - Beyond - BOP - Boy'z - E-kids - EO2 - FAMA - Thảo Manh - Mirror - Myar - My Little Airport - RubberBand - Đường Huynh Muội - Twins | - BY2     | - M-Girls (Tứ Cá Nữ Sinh) - Q-Genz (Xảo Thiên Kim) | - EXO-M - Super Junior-M - Uniq - WayV |
| Các nghệ sĩ | Phong cách Hàn Quốc: - Chí Thượng Lệ Hợp (Top Combine) - FFC-Acrush - Boy Story - NEX7 - Nine Percent - R1SE - Oner - Hỏa tiễn Thiếu nữ 101 - SWIN - UNINE - YHBOYS - THE9 - BonBon Girls 303 - INTO1 - IXFORM | Nhóm thanh nhạc: - AKB48 Team TP - 183 Club - 4 in Love - 5566 - 7 Flowers - AK - ASOS - Choc7 - Comic Boyz - Dream Girls - Energy - F4 - Phi Luân Hải - JPM - K One - Lollipop F - Popu Lady - S.H.E - SpeXial - Sweety - Tiểu Hổ Đội - Tiểu Miêu Đội | - at17 - After Class - Beyond - BOP - Boy'z - E-kids - EO2 - FAMA - Thảo Manh - Mirror - Myar - My Little Airport - RubberBand - Đường Huynh Muội - Twins | - BY2     | - M-Girls (Tứ Cá Nữ Sinh) - Q-Genz (Xảo Thiên Kim) | - EXO-M - Super Junior-M - Uniq - WayV |
| Các nghệ sĩ | Phong cách Nhật Bản: - AKB48 Team SH - BEJ48 - GNZ48 - SNH48 | Nhóm thanh nhạc: - AKB48 Team TP - 183 Club - 4 in Love - 5566 - 7 Flowers - AK - ASOS - Choc7 - Comic Boyz - Dream Girls - Energy - F4 - Phi Luân Hải - JPM - K One - Lollipop F - Popu Lady - S.H.E - SpeXial - Sweety - Tiểu Hổ Đội - Tiểu Miêu Đội | - at17 - After Class - Beyond - BOP - Boy'z - E-kids - EO2 - FAMA - Thảo Manh - Mirror - Myar - My Little Airport - RubberBand - Đường Huynh Muội - Twins | - BY2     | - M-Girls (Tứ Cá Nữ Sinh) - Q-Genz (Xảo Thiên Kim) | - EXO-M - Super Junior-M - Uniq - WayV |